# Karahánidák

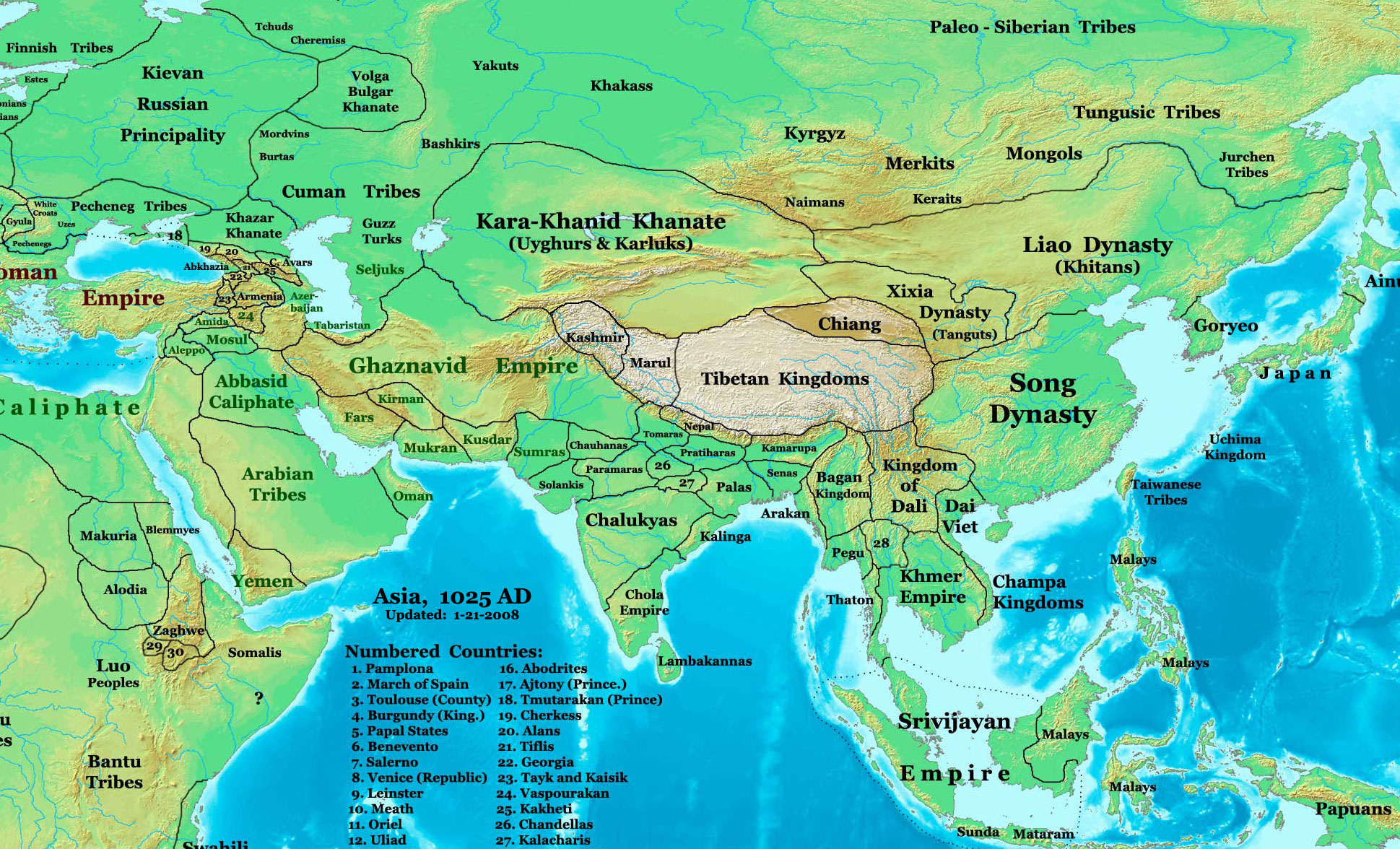
A Karahánidák és szomszédaik 1025 körül

A Karahánidák vagy Ilakhánidák egy Közép-Ázsiában uralkodó, török eredetű dinasztia tagjai voltak. A családról szóló első információk a 9. század közepéről származnak, bukásuk pedig 1213-ban következett be. A család birodalma rövid ideig volt egységes: már a 11. század első felében két kánságra esett szét, amelyek utóbb tovább aprózódtak. Az állandó nomád támadásoknak kitett kánságok kénytelenek voltak előbb a szeldzsukok, majd a karakitajok főségét elismerni. Bukásukat végül utóbbiak és a hvárezmiek támadásai okozták.

## Elnevezésük és eredetük
Leggyakrabban használt elnevezésük, a Karahánidák a török kara (elsődleges jelentése „fekete”, de itt „nagy és tekintélyes” értelemben használták) és a káni rangot jelölő szó összetételéből származik; ritkábban találkozni az Ilakhánidák elnevezéssel, ahol az ilak „uralkodó, fejedelem” jelentésben szerepel.
Vitatott, hogy a Karahánidák melyik népcsoporthoz tartoztak: egyes szerzők a karluk, mások a csegel, megint mások a jagmá eredet mellett tesznek hitet – annyi bizonyos, hogy az előbbi törzsekből álló törzsszövetséget vezettek. Bizonyos kutatók ujgur eredetet valószínűsítenek.

## Történetük

### Korai történetük
A karahánidák eredete erősen vitatott. Egyes történészek szerint ujgur eredetűek (az Ujgur Birodalom 840-ben bukott el), mások tokuz-oguz eredetűnek gondolják a népcsoportot, mivel muszlim források tokuzguznak nevezték azokat az ujgurokat, akik a Tarim-medencében éltek. Jelenlegi kutatások szerint a Karahánidák a keleti és nyugati türkök közötti, törzsszövetségben élő karlukok utódai, akik 744 és 840 között az Ujgur Birodalom vazallusai voltak.
Első biztos információink a 9. század közepéről származnak, ekkor Kasgar vidékén éltek, első uralkodójuk a 840–893-ig uralkodó
Bilge Kül-Kadir Kán volt. Egy későbbi uralkodójuk, Szatuk (Szabuk) Bogra, a kásgari kán unokaöccse, a buharai Számánidák közvetítésével felvette az iszlámot és az Abd al-Karím nevet, majd ferganai muszlim harcosok (gázik) segítségével elfoglalta nagybátyja székvárosát. Röviddel 955 körül bekövetkezett halála után törzsszövetsége tömegesen áttért (960), majd kettéváltak: az egyik csoport délkeletre indult, ahol hosszú küzdelemben elfoglalta Hotan oázisvárosát (1006), a másik pedig délnyugatra, a Számánidák transzoxániai birtokai felé vonult. Utóbbiak belviszályát kihasználva Szatuk unokája, Haszan (Hárún) Bogra kán 992-ben ideiglenesen el tudta foglalni Buharát, majd fia, Ali Ilig kán a Számánidák déli szomszédjával, a gaznai Mahmúddal összefogva 999-ben végleg megbuktatta őket, és megszerezte egész Transzoxániát. A Karahánidák 1006-ban és 1008-ban korábbi szövetségesük, Mahmúd al-Gaznavi rovására is terjeszkedni próbáltak Horászánban, ám eredménytelenül.

### Szakadás
A Karahánidák továbbvitték a török kettős fejedelemség intézményét. A Kásgarban és Balászágunban (a mai Kirgizisztán területén) székelő, Arszlán (oroszlán) Kara kán címet viselő keleti kán számított magasabb rangúnak, míg a Szamarkandból uralkodó nyugati kán, aki a Bogra (teve) Kara kán titulust birtokolta, kisebb tekintélyt élvezett. A család alacsonyabb rangú tagjai az ilak, vagy ilig: uralkodó, király és a tegin: herceg titulusokat viselték, és különböző területeket kaptak ellátásul – ezeket azonban címeikhez hasonlóan folyamatosan váltogattak a családi hierarchia megváltozásakor.
A komplex rendszer magában rejtette a rivalizálás lehetőségét, és már nagyon hamar két rivális klán jött létre: a Haszanidák és az Alidák, akik Szatuk két unokájától származtak. Harcaikba az 1020-as, 1030-as években a Gaznavidák is gyakorta beavatkoztak. Tovább nehezítette a helyzetet a nomád török népek délnyugati irányú vándorlása, amit a mandzsúriai és mongóliai Liao-dinasztia, illetve az észak-kínai Nyugati Hszia-dinasztia nyugati irányú támadásai indítottak meg. A Szeldzsuk Birodalom kialakulásában kulmináló eseménysorozat nyomán a Karahánidák birodalma kettészakadt: nyugaton az Alidák, keleten a Haszanidák alapítottak önálló kánságot. A határvidék a Szir-darja vidékén alakult ki, és a gyakori háborúskodások során Fergana többször gazdát cserélt a két kánság között.

### Szeldzsuk uralom alatt
A török vándorlás után Tamgádzs kán Ibráhím ibn Naszr (1040-1069) stabilizálta a nyugati kánságot. Szeldzsukellenes szövetségi kísérlete Maudúd gaznavida szultánnal kudarcot vallott, és országa az 1060-as, 1070-es években számos szeldzsuk támadásnak volt kitéve. Végül Maliksáh nagyszeldzsuk szultán 1089-es hadjáratán hódoltatta a nyugati Karahánidákat. Rövidesen így járt a keleti kánság is, ami egyébként ekkor, Haszan ibn Szulajmán uralkodása (1074-1103) alatt élte a fénykorát, meghódítva a keleti Kucsa városát. Maliksáh 1095-ös halála után a Nagyszeldzsuk Birodalom megroppant, ám a szamarkandi Karahánidák függetlenedési törekvéseit elfojtotta a Horászánt, később a birodalom összes maradékát uraló Szandzsar szultán.

### A karakitajok hűségén
A szeldzsukoktól rövidesen a mandzsúriai származású karakitajok vették át a vezető szerepet a térségben. Miután a keleti Kara kán segítséget kért tőlük a pusztító karlukok és kanglik ellen 1134-ben, a karakitájok szövetséget kötöttek utóbbiakkal, elfoglalták Balászágunt és Kásgarba telepítették a „törökök kánjává” lefokozott karahánida uralkodót. 1037-ben a Szir-darja partján, Hudzsand mellett a nyugati Karahánidákra is vereséget mértek. II. Mahmúd kán erre nagybátyjától, Szandzsar szultántól kért segítséget, ám szövetségük 1141-ben súlyos vereséget szenvedett Szamarkand mellett, a katváni csatában. Mahmúd Szandzsarhoz menekült és utóbb megörökölte tőle a szeldzsuk szultáni címet és Horászánt, míg a karakitajok egy Ibráhím nevű rokonát ültették Szamarkand trónjára.

### A bukás
A karakitaj főség alatt tovább aprózódott a Karahánidák korábbi birtoka: Ferganában, Özgön központtal és Hotanban is újabb kánság jött létre. A hanyatlást gyorsították a nomád karlukok és oguzok állandósuló betörései. A Karahánidák végül röviddel a mongol hódítás előtt buktak meg minden kánságban. 1204-ben Kásgar és Hotan uralkodója fellázadt a karakitajok ellen, amit azok levertek, és a lázadó 1205-ös halálát követően nem neveztek ki új uralkodót. (1211-ben még kánná próbálták tenni egy addig Balászágünben túszként tartott karahánida herceget, ám őt azelőtt meggyilkolták, hogy elfoglalhatta volna a trónt.) A nyugati és ferganai kánságot a hvárezmiek buktatták meg: az Oszmán Szultán nevet viselő kán 1209-10 folyamán hűséget esküdött Alá ad-Dín Muhammadnak, aki 1212-13-ban megsemmisítette a Ferganai Kánságot, majd összecsapott a karakitajokkal. Oszmán Szultán ekkor utóbbiak oldalára próbált állni, hogy így erősítse meg pozícióját, ám Alá ad-Dín még abban az évben elfogta és kivégeztette.